# Santo Sorge
Santo Sorge (Mussomeli, 11 gennaio 1908 – scomparso a New York il 27 maggio 1972) è stato un mafioso italiano naturalizzato statunitense, legato a Cosa nostra statunitense.
Il suo esatto ruolo non è mai stato compreso, e viene ritenuto uno dei grandi "sconosciuti" della mafia siciliana e americana. La sua attività criminale è associata ai crimini commessi dalla famiglia Bonanno. È stato buon amico di Lucky Luciano e nel dopoguerra ha rappresentato un sicuro collegamento tra la mafia siciliana e quella nordamericana. Compì molti viaggi tra gli Stati Uniti e la Sicilia dove incontrò più volte Calogero Vizzini e Genco Russo (suo cugino), in collegamento con Lucky Luciano. 

## Biografia
I suoi primi problemi con le autorità giudiziarie risalgono al 1928, nella sua città natale Mussomeli, per rissa e lesioni personali gravi. Le accuse sono state respinte quando il contadino che lo accusò, ritrattò offrendo le sue scuse per aver causato problemi. Nel 1932 è stato condannato a Parigi a sei mesi di carcere e ad una multa di 1.200 franchi francesi per uso di un passaporto falso. Un anno dopo fu condannato a Gand (Belgio) a cinque mesi e 20.000 franchi belgi per frode. Altre condanne per frode seguirono a Palermo nel 1937 e a Torino nel 1939.
Nel 1941 arrivò negli Stati Uniti dalla Francia come clandestino, disse di chiamarsi Mario Lopez, ottenendo nel 1948 la cittadinanza statunitense.
Nel 1948 fu condannato a tre anni e quattro mesi per cospirazione politica a Firenze (probabilmente legata ad attività di spionaggio) e mantiene un ruolo rispettabile negli USA, attraverso incarichi di amministratore in società di facciata come Rimrock International Oil Company di New York e il Foreign Economic Research Association (FERA). Dirige inoltre la Santo Sorge Trading Company, un'impresa di import-export, con sede nella 196 First Avenue - New York City, che tra il 1946 e il 1948, esportava generi alimentari ed indumenti in Italia. Nel maggio 1948, Sorge è implicato, insieme a Carlo Gambino, nel caso della S.S. Panormus al porto di Filadelfia, un piroscafo che trasportava clandestinamente negli Stati Uniti un gran numero di immigrati siciliani e grossi quantitativi di eroina.
Nel 1957, all'interno di Cosa Nostra, raggiunse la posizione di rappresentante del sindacato dei bosses, di assoluta fiducia quindi, con l'incarico di imbastire relazioni commerciali e di procurare investimenti col denaro proveniente dalle attività illecite dell'organizzazione. Dati questi compiti, Santo Sorge, non può essere inserito esattamente in una determinata famiglia mafiosa, in quanto la sua opera interessò l'intera organizzazione. 
Ritiratosi a vita privata dalla fine degli anni sessanta, scompare misteriosamente nel maggio del 1972 e di lui non se ne seppe più nulla.